# Septembre 1962

## Événements
- 1er septembre
  - Iran: un tremblement de terre de magnitude 7 fait 12 225 victimes à Qazvin dans le nord-ouest du pays.
  - Singapour: un référendum permet l'intégration à la fédération de Malaisie.

- 2 septembre : 
  - Cuba : « renforcement » de l'aide militaire et technique soviétique à Cuba à l’occasion de la visite de Che Guevara à Moscou. Des soldats soviétiques stationnent à Cuba.

- 4 septembre, France : première visite du général Charles de Gaulle à Bonn, qui scelle la réconciliation franco-allemande.

- 8 septembre : naissance de Jean-Félix Lalanne, guitariste et compositeur français

- 11 septembre, Union soviétique: Moscou met en garde Washington contre toute attaque contre Cuba.

- 12 septembre  :
  - États-Unis : Kennedy  prononce le discours « We choose to go to the moon »[1].
  - Grande-Bretagne : arrestation de John Vassall, fonctionnaire de l’Amirauté au Royaume-Uni. Il est condamné en octobre à 18 ans de prison pour avoir vendu des secrets militaires à l’URSS.

- 13 septembre, États-Unis : les États-Unis mettent en garde Moscou contre l'installation d'armes offensives à Cuba.

- 16 septembre (Formule 1) : Grand Prix automobile d'Italie.

- 18 septembre, ONU : la 17e assemblée générale de l'organisation admet à siéger la Jamaïque, l’Ouganda, le Rwanda et Trinité-et-Tobago.

- 19 septembre, Grande-Bretagne : reprise des négociations d'entrée du Royaume-Uni dans la CEE.

- 20 septembre, France : dans une allocution[2] au journal télévisé, De Gaulle annonce un référendum sur l'élection du président de la République au suffrage universel, qui se tiendra le 28 octobre.

- 21 septembre :
  - Chine,Inde : le conflit frontalier sino-indien dégénère en conflit armée[réf. nécessaire].

- 22 septembre, France : ouverture d’une information contre Jacques Soustelle pour complot contre l’autorité de l’État.

- 25 septembre, Algérie: le président de l'Assemblée nationale algérienne, Ferhat Abbas, proclame la république démocratique et populaire d'Algérie

- 26 septembre :
  - Algérie : à la suite de sa victoire sur le GPRA, Ahmed Ben Bella est élu Premier ministre de la République démocratique et populaire d’Algérie. L’Algérie est admise à l’ONU en présence de Ben Bella.
  - Yémen du Nord: un groupe de militaires tente de renverser la monarchie. Ils proclament la République, mais le souverain Muhammad al-Badr parvient à s’enfuir et à organiser la résistance. Nasser décide d’envoyer un contingent militaire contre la guérilla monarchiste, qui atteint rapidement 50 000 hommes. Les États-Unis reconnaissent la République yéménite et lui accordent une aide économique.

- 27 septembre, Espagne: une inondation fait 440 morts à Barcelone.

- 29 septembre, Canada: lancement de Alouette 1 dans l'espace. Le Canada devient le troisième pays à avoir un satellite artificiel autour de la terre.

## Naissances
- 2 septembre : Dominique Farrugia, humoriste français.
- 3 septembre : Guy Matondo Kingolo, homme politique congolais.
- 6 septembre : Chris Christie, Homme politique américain et gouverneur de l'État du New Jersey de 2010 à 2018.
- 7 septembre : Cliff Simon, acteur sud-africain († 9 mars 2021).
- 8 septembre : 
  - Jean-Félix Lalanne, guitariste et compositeur français.
  - Ronnie Screwvala, producteur indien.
- 12 septembre : Samy Badibanga, homme d'État kino-congolais.
- 13 septembre : Satveer Singh Gurjar, personnalité politique de l'Inde.
- 14 septembre :
  - Stéphane Durand, physicien et professeur québécois.
  - Sylvie Fontaine, auteure de bande dessinée française.
  - Robert Herjavec, homme d'affaires, investisseur et chef d'entreprise canadien.
  - Madhavi, actrice indienne.
  - Hamlet Mkhitaryan, footballeur international arménien († 2 mai 1996).
  - Evgueni Roïzman, homme politique russe.
  - René Sylvestre, juriste haïtien († 23 juin 2021).
  - Félix Wazekwa, artiste, musicien et parolier congolais.
- 17 septembre : Baz Luhrmann, réalisateur australien.
- 24 septembre : Nia Vardalos, actrice.
- 25 septembre : 
  - Kalthoum Sarraï, auxiliaire de puériculture et animatrice de télévision franco-tunisienne († 20 janvier 2010).
  - Alès Bialiatski, militant des droits humains biélorusse.
- 28 septembre : Grant Fuhr, joueur professionnel de hockey sur glace.

## Décès
- 8 septembre : Solomon Linda, chanteur de mbube (° 1909)
- 12 septembre : Dick Justice, chanteur de country (° 1906).
- 21 septembre : Marie Bonaparte, princesse, écrivain, psychanalyste.
- 23 septembre : Jacques Ourtal, peintre français (° 8 octobre 1868).
- 28 septembre : Roger Nimier, écrivain
- 29 septembre : Sunsiaré de Larcône, écrivaine